# Сатин, Аркадий Дмитриевич
Аркадий Дмитриевич Са́тин (1834, Москва — 16 (28) июля 1892, Санкт-Петербургский уезд) — русский военный моряк, писатель, участник Крымской войны.

## Биография
Потомок старинного дворянского рода Сатиных. Родился в 1834 году в Москве. Начальное воспитание получил в Дерпте, затем во Франции. Окончил Морской кадетский корпус в Санкт-Петербурге, по окончании которого был выпущен мичманом в Черноморский флот.
С началом Восточной войны участвовал в Синопском морском бою; затем находился в Севастопольском гарнизоне и выдержал всё время осады города, будучи трижды ранен. В 1866 году, по окончании Крымской кампании, вышел в отставку.
Во время русско-турецкой войны (1877—1878) снова поступил на службу и участвовал в нескольких сражениях Дунайской армии. Последние годы состоял смотрителем Обуховского завода и после окончательного выхода в отставку в чине капитана 1-го ранга поселился в Саратове.
Литературный дебют Сатина пришёлся на 1872 год, когда в журнале «Русский вестник» были напечатаны его очерки «Из записок черноморского офицера и отрывки из путевых заметок». Последующие очерки Сатина печатались в том же журнале и «Историческом вестнике», кроме того масса статей, преимущественно сельскохозяйственной тематики, была напечатана в «Саратовских губернских ведомостях».
Скончался 16 (28) июня 1892года в селе Александровском, пригороде Санкт-Петербурга и был похоронен на Волковом православном кладбище.

## Избранные сочинения Сатина
- «Из записок черноморского офицера и отрывки из путевых заметок» // «Русский вестник», 1872
- «Синоп. Из записок черноморского офицера» // «Русский вестник», 1872, кн. 8
- «Поездка в Палестину» // «Русский вестник», 1873, кн. 8
- «Шесть месяцев в Адриатике под командой французского адмирала» // «Русский вестник», 1874, кн. 8
- «Из записок черноморского офицера: два эпизода из обороны Севастополя» // «Русский вестник», 1875, кн. 1 и 1876, кн. 10
- «На низовьях Дуная» // «Русский вестник», 1878, кн. 12 и 1879, кн. 4
- «Как я выучился держать себя в сражении. Отрывок из воспоминаний» // «Исторический вестник», 1890, т. 40, июнь